# AT-1K晛弓反坦克导弹

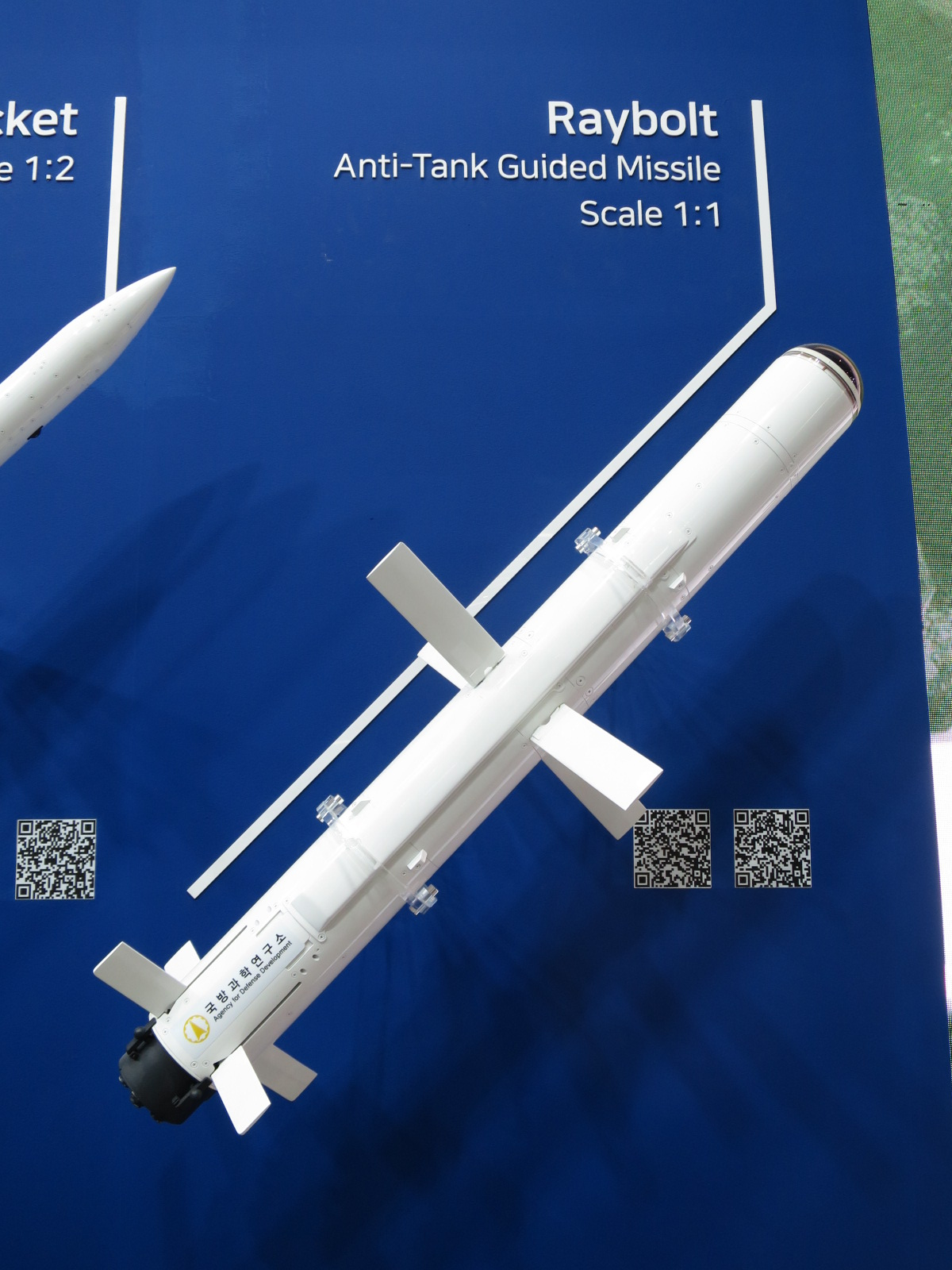
AT-1K晛弓反戰車飛彈彈體

AT-1K晛弓（羅馬化：Hyeon-gung；朝鲜汉字: 晛弓）是由LIG Nex1制造的韩国单兵携带式第三代反坦克导弹。它具有使用红外成像导引头的自主制导能力，并具有可以击败爆炸反应装甲的串联弹头。晛弓有攻顶和直接攻击两种模式。它是韩国制造的第一架ATGM，并于2017年6月开始量产。
晛弓被其制造商定位为美国FGM-148标枪和以色列长钉-MR ATGM的竞争对手。
晛弓首次在2014年的印度防务博览和研讨会上公开展示。

## 发展历程
开发于2007年立项，并于2010年正式开始，当时韩国已有的反坦克导弹即将达到25年的使用寿命。LIG Nex1在开发过程中的首要任务是通过本地化的核心部件实现世界一流的性能、重量、出口竞争力、成本效益和可靠性。开发并不完全顺利，在最初的五年里，“俘虏飞行测试”（Captive Flight Tests）多次失败。回顾晛弓的开发过程，一位工程师将认为最大的挑战是品质保证。2017年5月30日，顺利完成由防卫事业厅（DAPA）组织的晛弓质量认证测试。
晛弓的开发是为了取代过时的反坦克武器，例如无后坐力步枪和陶式飞弹。韩国1970年代老式的陶式导弹缺乏串联弹头，无法摧毁配备爆炸反应装甲（ERA）的现代朝鲜坦克。
在DAPA的支持下，LIG Nex1与韩国国防科学研究所（ADD）合作生产晛弓。大约95%的晛弓零部件在韩国本土生产。
2013年12月和2014年1月，晛弓在沙特阿拉伯成功进行了评估测试。截至2023年，收到的晛弓生产合约预估达1万亿韩元。

## 零部件

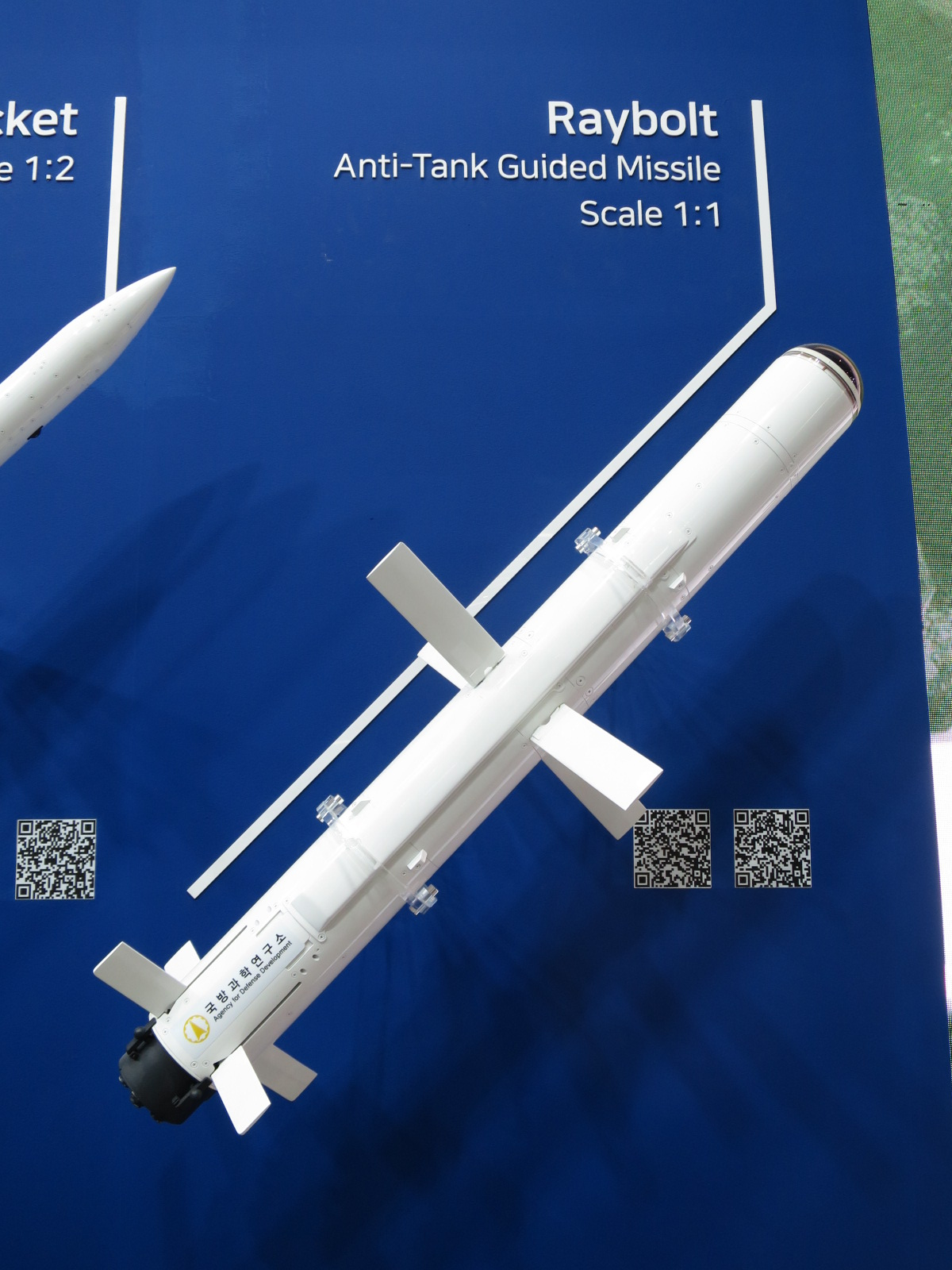
AT-1K飞弹

晛弓最显著的特点是红外成像导引头，提供自主制导的功能。它还配有串联弹头以及直接攻击和顶部攻击两种模式。晛弓采用了无烟推进剂，可以在建筑物内发射。晛弓飞弹和观察与发射装置（OLU）可以安装在车辆上，也可由双人背负。将晛弓安装在直升机上的可行性仍在讨论中。OLU通过配备的热瞄准器也可在夜间使用。在启动主飞行发动机之前，导弹采用软发射的方式飞离炮管。
晛弓系统重约20（44磅），其制造商表示其比同类产品更轻。晛弓的攻击范围是2.5至3公里之间。晛弓的HEAT串联弹头的RHA可以达到900毫米，足以击穿ERA，DAPA称这是“优异的表现”。
晛弓已销往印度。LIG Nex1高级经理Park Tae-sik也报告了南美洲的兴趣。
晛弓飞弹可由两人背负携带或安装在车辆上发射。韩国陆军使用起亚汽车的4x4轻型战术车（LTV）的反坦克版本，名为K-153C；车顶装有发射塔，可发射两枚飞弹，车内载有四枚飞弹。

### 发射平台
- 便携式发射器
- 4×4 K153C1 ATGM发射车
- 乐铁KW2蝎式反坦克车（英语：K808 White Tiger）

## 战斗记录
2017年，晛弓被交付给韩国武装部队，将由韩国陆军和韩国海军陆战队使用。
2018年，沙特支持的部队在也门内战中使用晛弓对抗胡塞武装。

## 使用方

AT-1K晛弓用户

- [2]
- 沙烏地阿拉伯[1]
- 阿联酋[19]

## 潜在客户
- 印度尼西亞[20]

## 引用
1. 1 2 3  Jeremy Binnie. . 简氏信息集团. 2018-06-26. （原始内容存档于2018-07-02）.
2. 1 2  Pavel Felgenhauer. . 詹姆斯敦基金会. 2020-10-01  [2023-06-16]. （原始内容存档于2023-06-16）.
3. ↑  . 国防科学研究所.   [2022-07-05]. （原始内容存档于2022-07-05）.
4. ↑  Park Won-ki. . KBS. 2017-06-01  [2023-04-30]. （原始内容存档于2023-04-30）.
5. ↑  .   [2024-04-14]. （原始内容存档于2023-05-04）.
6. 1 2  . LIG Nex1.   [2024-02-20]. （原始内容存档于2024-02-20）.
7. 1 2   (PDF). LIG Nex1. 2023  [2024-02-20]. （原始内容 (PDF)存档于2024-02-20）.
8. 1 2  . www.defenseworld.net. 2017-06-02  [2024-04-14]. （原始内容存档于2020-05-17）.
9. ↑  .   [2024-04-14]. （原始内容存档于2023-01-28）.
10. 1 2 3  Lee Seok-jong. . kookbang.dema.mil.kr. 2014-10-22  [2018-08-09]. （原始内容存档于2018-08-09） （韩语）.
11. 1 2 3 4 5  . LIG Nex1. 2014-01  [2024-02-20]. （原始内容存档于2024-02-20）.
12. ↑  . 防卫事业厅. 2017-06-01  [2022-08-12]. （原始内容存档于2022-08-12）.
13. 1 2 3 4 5 6  Dagyum Ji. . NK News. 2017-06-01  [2024-04-14]. （原始内容存档于2023-05-05）.
14. 1 2 3  Gordon Arthur. . Shephard. 2016-12-07  [2023-05-05]. （原始内容存档于2023-05-05）.
15. 1 2  South Korean Raybolt ATGM missile in service with Saudi Arabia army （页面存档备份，存于）. Army Recognition. 2018-10-01.
16. ↑  Kelvin Wong. . 简式国际防务评论. 2018-09-12. （原始内容存档于2018-09-12）.
17. ↑  . LIG Nex1. 2016-03-28  [2023-06-15]. （原始内容存档于2018-08-09）.
18. ↑  Frank Smith. . 半岛电视台英语频道. 2021-04-20  [2023-09-07]. （原始内容存档于2021-04-20）.
19. ↑  . www.shephardmedia.com. 2018-09-19  [2024-04-14]. （原始内容存档于2020-03-29）.
20. ↑  Hyo-jin, Lee. . 韩国时报. 2023-10-17  [2023-10-24]. （原始内容存档于2024-05-21） （英语）.